# Marcel Godin
Marcel Godin (* 10. März 1932 in Trois-Rivières/Québec; † 17. April 2008 in Montreal) war ein kanadischer Schriftsteller und Journalist.

## Leben
Godin besuchte die Académie La Salle, die École Dupuis, die Collèges von L’Assomption, Saint-Alexandre de Limbour und Montréal und das Lycée Valéry. Er brach sein Studium ab und wurde Buchhalter bei Canadian International Paper in Trois-Rivières und Mitarbeiter beim Ministère des Travaux Publics und beim Kurierdienst des Parlaments von Québec. Daneben besuchte er Kurse an der École des Beaux-Arts de Montréal und arbeitete dann in der Buchhaltung eines Automobilunternehmens und als Sekretär des École du Mont Saint-Antoine in Montreal.
Als Journalist arbeitete Godin für die Zeitungen La Presse (1959–61), Nouveau Journal (1961–62) und Monde Professionnel (1962). 1962 kam er als Rechercheur, Interviewer, Journalist und Redakteur zur CBC. Er veröffentlichte mehrere Romane und Erzählbände, verfasste Literaturkritiken und war Vertreter von Literaturverlagen. Für seinen Roman Maude et les fantômes erhielt er 1986 den Großen Preis des Journal de Montréal.

## Werke
- Ce maudit soleil, Roman, 1965, 2000
- Une dent contre Dieu, Roman, 1969
- Danka, Roman, 1971
- Confettis, 1976, 1980
- Manuscrit, 1978
- Le chemin de la lune, Roman, 1982
- La Cruauté des faibles, Erzählungen, 1985
- Maude et les fantômes, Roman, 1985
- Après l'Éden, Erzählungen, 1986
- Les anges, Roman, 1988
- Un après-midi de sang, Roman, 2003